# Observatório Astronômico Luiz Cruls
O Observatório Astronômico Luiz Cruls (OLC) está localizado dentro da Fazenda Água Limpa, na região administrativa de Park Way, no Distrito Federal, e é um laboratório vinculado ao Instituto de Física da Universidade de Brasília. A instrumentação disponível consiste em três telescópios, sendo o principal deles um telescópio Meade LX200 de 10 polegadas.
Inaugurado em 2016, o OLC vem desde então servindo a comunidade acadêmica da UnB com observações astronômicas e como um local de divulgação científica.